# تیم ملی فوتبال زیر ۱۷ سال جمهوری آذربایجان
تیم ملی فوتبال زیر ۱۷ سال جمهوری آذربایجان (انگلیسی: Azerbaijan national under-17 football team) نماینده فوتبال جمهوری آذربایجان در بازی‌های جهانی فوتبال زیر ۱۷ سال است.